# 150.ª Brigada Panzer
La 150.ª Brigada Panzer o 150.ª Brigada SS Panzer (en alemán: 150. SS-Panzer-Brigade) fue una formación del ejército alemán durante la Segunda Guerra Mundial que se formó para participar en la ofensiva de las Ardenas. Era inusual porque estaba formada por todas las ramas de la Wehrmacht; los 2.500 hombres de la brigada se formaron a partir de 1.000 del Heer, 500 de las Waffen SS, 800 de la Luftwaffe y 200 de la Kriegsmarine. Se le encomendó la captura de los puentes de Amay, Engis y Huy. La Brigada es conocida por incluir miembros de habla inglesa que vestían uniformes del ejército estadounidense para causar interrupciones y desinformación detrás de las líneas estadounidenses. La Brigada también recibió equipo aliado capturado y tenía dos tanques Sherman (que nunca entraron en acción debido a problemas mecánicos) y los vehículos alemanes fueron modificados para parecerse a los vehículos blindados aliados.

## Operación Greif
Artículo principal: Operación Greif
El nombre en clave alemán para el papel de esta unidad en la ofensiva de las Ardenas era Unternehmen Greif (Operación Greif). El calendario de la ofensiva significaba que el brigadier Otto Skorzeny solo tenía 5 o 6 semanas para reclutar y entrenar una nueva unidad. En cuatro días envió sus planes para la 150. Panzerbrigade al general Alfred Jodl. A pesar de pedir 3.300 hombres, se le dio luz verde de inmediato y se le prometió todo su apoyo. El Oberkommando der Wehrmacht emitió una orden el 25 de octubre solicitando soldados adecuados para la operación con "conocimiento del idioma inglés y también del dialecto estadounidense" que se transmitió a todos los cuarteles generales en el frente occidental, y esta solicitud pronto se hizo conocida por los Aliados.
La nueva brigada necesitaba vehículos, armas y uniformes del ejército estadounidense; Se le pidió al OB West que encontrara 15 tanques, 20 carros blindados, 20 cañones autopropulsados, 100 Jeeps, 40 motocicletas, 120 camiones y uniformes del ejército británico y estadounidense, todos para ser entregados al campo de entrenamiento de la brigada que se había establecido en Grafenwöhr, en el este de Baviera. El equipo entregado no cumplió con los requisitos, incluidos solo dos tanques Sherman en mal estado, y Skorzeny tuvo que usar sustitutos alemanes, 5 tanques Panther, 5 StuG III y 6 vehículos blindados. La brigada también se vio inundada por equipos polacos y rusos enviados por unidades que no tenían idea de para qué era la solicitud. En cuanto a los soldados de habla inglesa, solo se encontraron 10 hombres que hablaban un inglés perfecto y tenían algún conocimiento del idioma estadounidense, 30-40 hombres que hablaban bien inglés pero no tenían conocimiento de la jerga, 120-150 que hablaban inglés moderadamente bien. y aproximadamente 200 que habían aprendido inglés en la escuela.
Ante estos contratiempos, Skorzeny redujo la 150.ª Brigada Panzer de tres batallones a dos y reunió a los 150 mejores hablantes de inglés en una unidad de comando llamada Einheit Stielau. Skorzeny también reclutó una compañía de SS-Jagdverbände "Mitte" y dos compañías del SS-Fallschirmjäger-Battalion 600, y recibió dos batallones de paracaidistas de la Luftwaffe, antes del KG 200, tripulaciones de tanques de regimientos Panzer y artilleros de unidades de artillería. Finalmente, se reunieron en Grafenwöhr un total de 2.500 hombres, 800 menos de lo esperado.
El total del equipo ensamblado también fue menor de lo esperado; solo se habían encontrado suficientes armas del Ejército de los Estados Unidos para equipar  a una unidad, y solo se encontraron 4 vehículos de exploración del Ejército de los Estados Unidos, 30 Jeeps y 15 camiones, la diferencia se compensó con vehículos alemanes pintados en verde oliva de los EE UU marcados con símbolos de los Aliados . Solo había un tanque Sherman disponible, y los cinco tanques Panther de la brigada se disfrazaron de cazacarros M10 al quitar sus cúpulas y disfrazar sus cascos y torretas con láminas de metal delgado. El problema del reconocimiento por parte de sus propias fuerzas era crucial, y debían identificarse por varios métodos: mostrando un pequeño triángulo amarillo en la parte trasera de sus vehículos; los tanques debían mantener sus cañones apuntando en la posición de las nueve en punto; tropas con bufandas rosas o azules y que se quitaban los cascos; y destellos de una antorcha azul o roja por la noche.
Mientras la brigada se preparaba para la acción, comenzaron a circular rumores de que iban a socorrer las ciudades sitiadas de Dunkerque o Lorient, capturar Amberes o capturar el Mando Supremo Aliado en SHAEF en París. No fue hasta el 10 de diciembre que los propios comandantes de Skorzeny se enteraron de los verdaderos planes de la brigada. La 150.ª Brigada Panzer debía intentar capturar al menos dos de los puentes sobre el río Mosa en Amay, Huy y Andenne antes de que pudieran ser destruidos, y las tropas comenzarían su operación cuando el avance Panzer alcanzara Hautes Fagnes, entre las Ardenas y las tierras altas de Eifel. Los tres grupos (Kampfgruppe X, Kampfgruppe Y y Kampfgruppe Z) se moverían luego hacia los puentes separados.
Cuando comenzó la Unternehmen Greif, la brigada se detuvo ante los atascos masivos que causaron problemas importantes a toda la ofensiva. Después de perder dos días de esta manera, los objetivos originales de la brigada habían cambiado y ahora era luchar como una formación regular.
Se le dio la tarea de capturar a Malmedy, pero un desertor advirtió a las fuerzas estadounidenses de los planes. El ataque fue recibido con fuego intenso y los alemanes se vieron obligados a retirarse. La artillería estadounidense causó grandes bajas en la unidad incluso cuando se retiraba de la lucha, entre los heridos se encontraba el propio Otto Skorzeny, que fue alcanzado por metralla.

## Consecuencias
La brigada fue finalmente retirada del frente el 28 de diciembre, siendo reemplazada por la 18.ª División Volksgrenadier. 44 soldados alemanes que vestían uniformes estadounidenses lograron atravesar las líneas estadounidenses y todos menos 8 regresaron con vida. Otros 23 de sus hombres fueron capturados y 18 fueron ejecutados por espías.
Después de la Segunda Guerra Mundial, Skorzeny fue juzgado como criminal de guerra en los Juicios de Dachau en 1947 por presuntamente violar las leyes de la guerra durante la batalla de las Ardenas. Él y nueve oficiales de la Panzerbrigade 150 fueron acusados de usar indebidamente uniformes estadounidenses al entrar en combate disfrazados con ellos y disparar y matar a miembros de las Fuerzas Armadas de los Estados Unidos. También fueron acusados de participar en la obtención ilícita de uniformes estadounidenses y paquetes de la Cruz Roja consignados a prisioneros de guerra estadounidenses desde un campo de prisioneros de guerra. Al absolver a todos los acusados, el tribunal militar hizo una distinción entre el uso de uniformes enemigos durante el combate y para otros fines, incluido el engaño; no se pudo demostrar que Skorzeny hubiera dado realmente órdenes de luchar con uniformes estadounidenses. Skorzeny dijo que los expertos legales alemanes le dijeron que mientras no ordenase a sus hombres que lucharan vistiendo uniformes estadounidenses, esa táctica era una estratagema legítima. Un testigo de la defensa sorpresa fue F. F. E. Yeo-Thomas, un exagente de la SOE aliada, quien testificó que él y sus operativos vestían uniformes alemanes detrás de las líneas enemigas.

## Comandantes
- Oberstleutnant Hermann Wulf (1944-14 de diciembre de 1944)
- SS-Obersturmbannführer Otto Skorzeny, (14 de diciembre de 1944 - enero de 1945)